# Corbeau des mers
Pour les articles homonymes, voir Corbeau (homonymie).
Le Corbeau des mers est un navire de pêche de type caseyeur spécialisé dans le ramassage des langoustes. C'est un voilier en bois, gréé en sloop aurique, construit en 1931 pour un patron-pêcheur de l'île de Sein.
Son immatriculation est Au 1684 (« Au » pour quartier maritime d'Audierne).
Le Corbeau des mers fait l'objet d'un classement au titre des monuments historiques depuis le 10 mars 1991. Il est désormais la propriété du musée de la Résistance bretonne de Saint-Marcel.

## Histoire

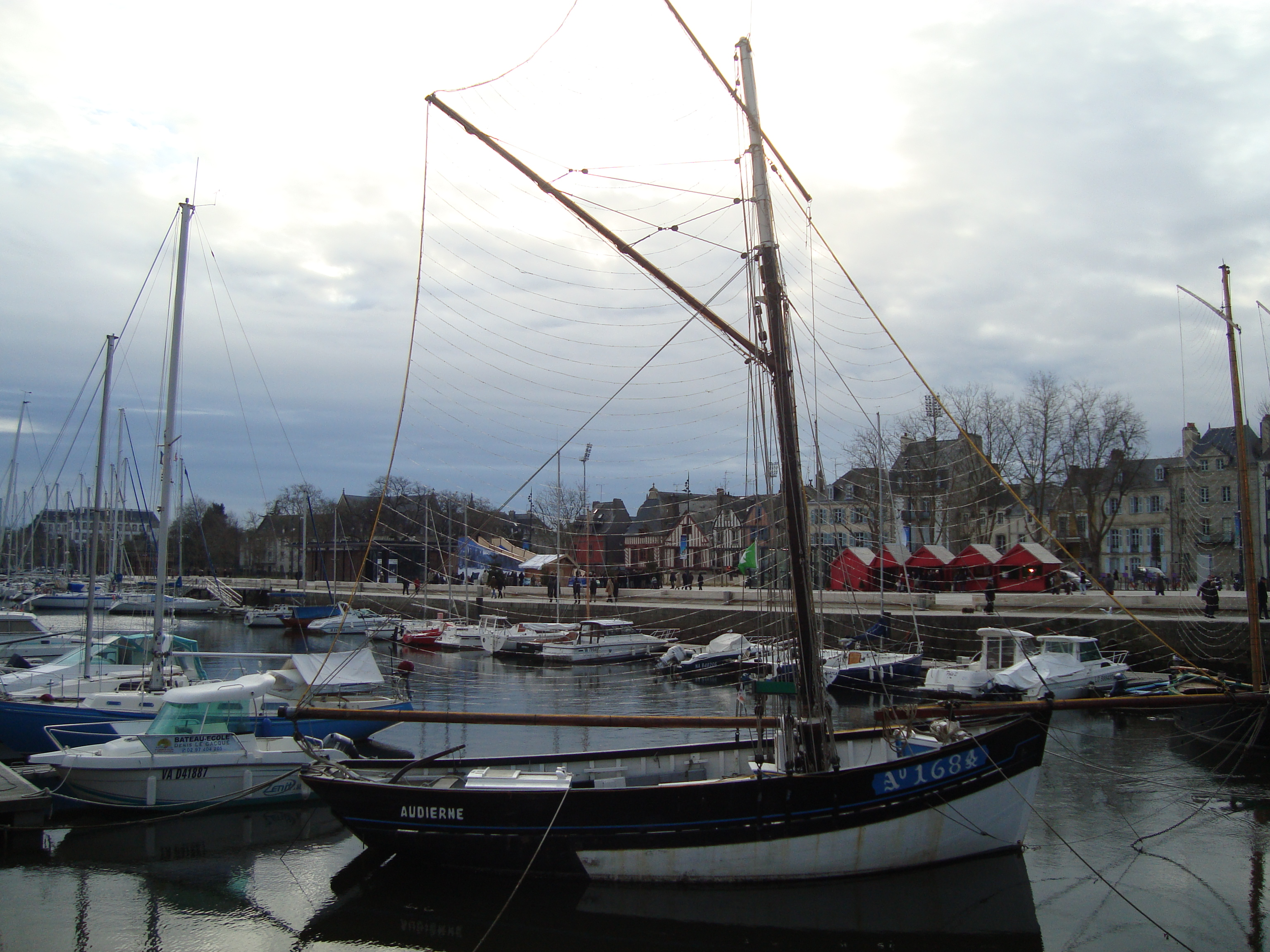
Le Corbeau des mers dans le port de Vannes en 2010.

Le Corbeau des mers s'est rendu célèbre pour avoir répondu, ainsi que le Rouanez-ar-Péoc'h et le Maris Stella, à l'appel du 18 juin du général de Gaulle en 1940. C'est ainsi que, le 26 juin 1940, Pierre Cuillandre et 27 Sénans s'embarquent pour l'Angleterre. L'île de Sein recevra pour son attitude durant cette période la médaille de la libération (île de Sein, Compagnon de la Libération par décret du 1er janvier 1946).
Basé à Newlin, en Cornouailles britannique, Le Corbeau des mers revient à l'Île de Sein dès le 7 septembre 1940. Son équipage de sept hommes préférait participer à l'effort de pêche à l'île de Sein plutôt que de pêcher presque gratuitement pour l'armée anglaise.
Le bateau est racheté en 1958 à un marin-pêcheur de l’île de Sein par Jean-claude Le Moal. Il servira à la pêche à la coquille saint-jacques à Kerascoët (L'Hôpital-Camfrout), en rade de Brest.
En 1981, il est racheté par le musée de la Résistance bretonne de Saint Marcel. Après sa restauration en 1987, il obtient son classement aux monuments historiques en 1991. Géré par 47nautik, il organise des voyages en mer. Basé à Port Anna en Séné en saison, son port d'attache hivernal reste Vannes et il est visible sur le quai de la porte Saint-Vincent.

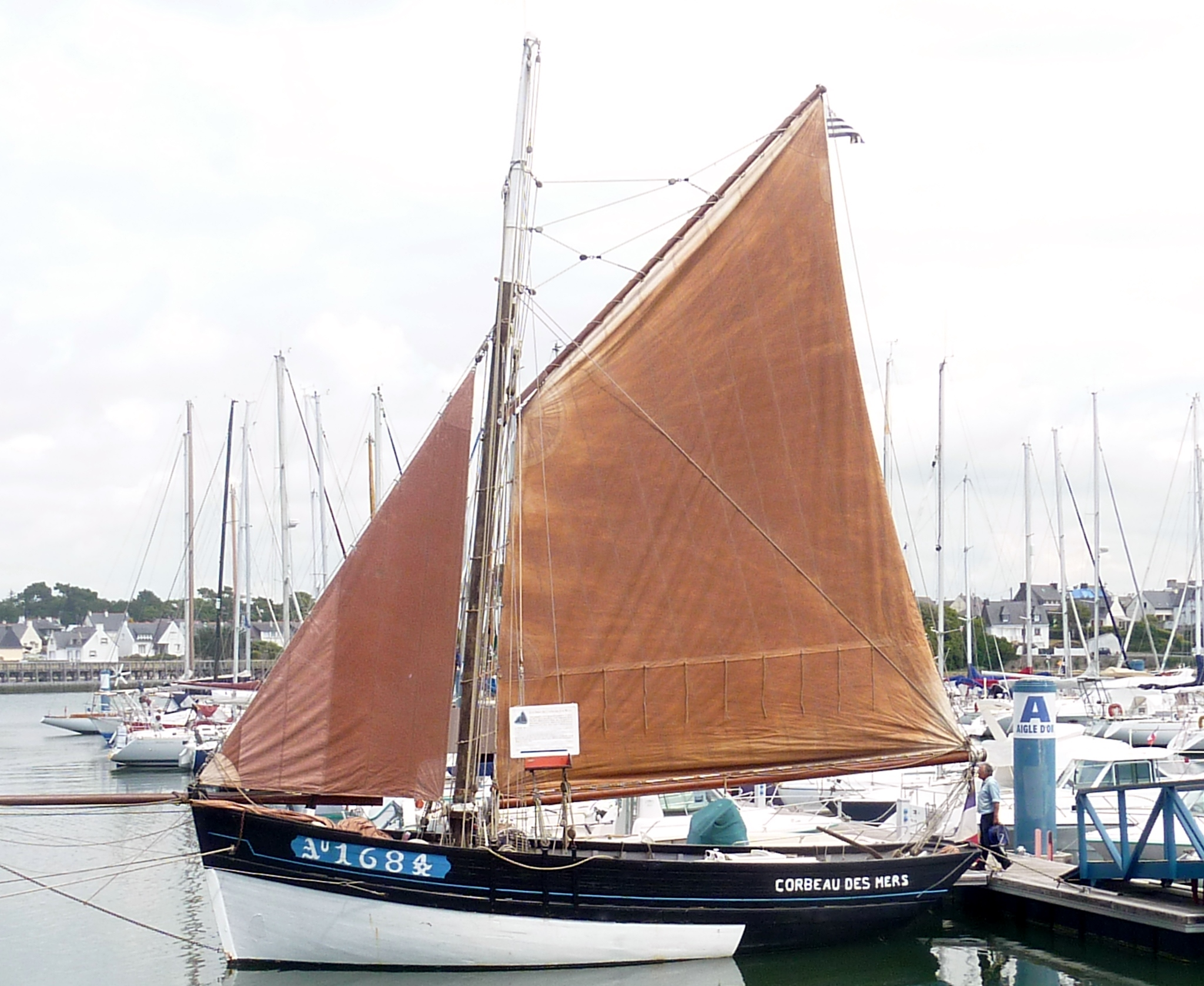
Le Corbeau des Mers dans le port de Port-Louis (Morbihan) le 26 juin 2014.

Le nom de « Corbeau des mers » fait référence au Grand Cormoran.